# Orgilus balsameae
Orgilus balsameae är en stekelart som beskrevs av Muesebeck 1970. Orgilus balsameae ingår i släktet Orgilus och familjen bracksteklar. Inga underarter finns listade i Catalogue of Life.